# Carl Schmidt (Bischof)

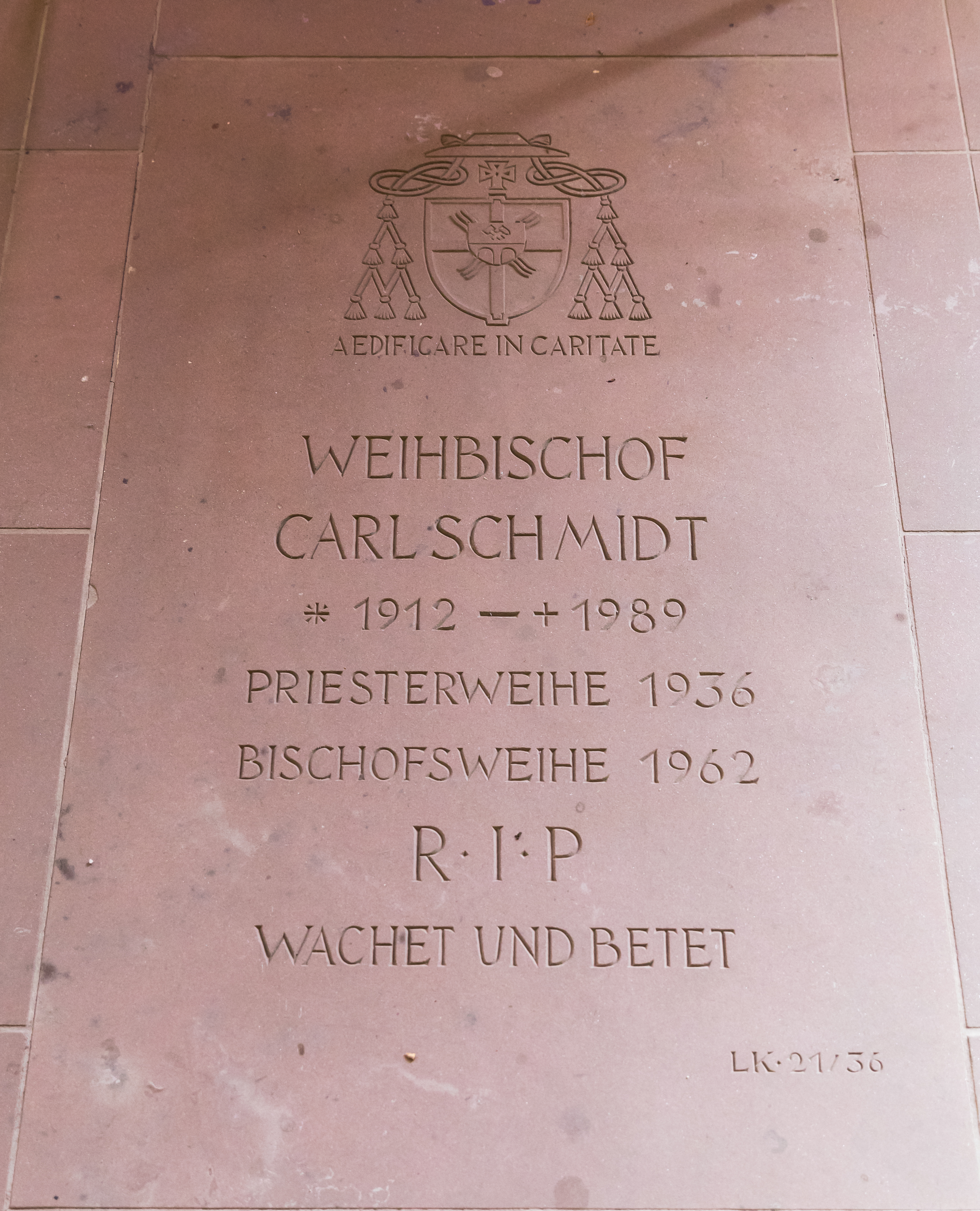
Grab von Carl Schmidt im Trierer Dom

Carl Schmidt (* 14. Mai 1912 in Obervölklingen; † 11. März 1989 in Trier) war ein deutscher Theologe und von 1962 bis 1981 römisch-katholischer Weihbischof in Trier.

## Leben
Schmidt wurde als Sohn des Bergmanns Christian Schmidt und dessen Ehefrau Margarethe, geb. Lutsch, geboren. Der Vater fiel bereits im ersten Kriegsjahr 1914 in Lothringen. Schmidt wuchs in Bliesransbach bei Saarbrücken auf, seine Mutter ermöglichte 1923 dem Zehnjährigen den Eintritt in das Trierer Konvikt. Dem Abitur folgte das Studium am Priesterseminar in Trier. Am 2. August 1936 erfolgte die Priesterweihe durch den Trierer Erzbischof Franz Rudolf Bornewasser. Nach 3 Jahren als Kaplan in Bad Kreuznach erhielt Schmidt die Möglichkeit, in Göttingen Geschichte und Fremdsprache zu studieren. Im September 1940 wurde er Caritas-Direktor in Saarbrücken, 2 Jahre später Kaplan in Gersweiler und Vikar in Saarbrücken. 1953 wurde er zum Pfarrer von Wemmetsweiler ernannt, 1956 Stadtpfarrer von Saarbrücken. 
Am 8. Juli 1962 ernannte Papst Johannes XXIII. Schmidt zum Weihbischof in Trier und Titularbischof von Thasus. Die Bischofsweihe spendete ihm Bischof Matthias Wehr am 9. September desselben Jahres. Mitkonsekratoren waren der Bischof von Luxemburg, Léon Lommel, und Weihbischof Bernhard Stein aus Trier. 1963 wurde Carl Schmidt Ehrenmitglied der KDStV Saarland (Saarbrücken) zu Jena im CV.
Schmidt nahm an allen vier Sitzungsperioden des Zweiten Vatikanischen Konzils als Konzilsvater teil, wurde 1963 Vorsitzender des Diözesan-Caritasverbandes, 1966 Bischofsvikar und 1967 Domdechant. Besondere Verdienste erwarb er sich in der Bolivienhilfe und in der Laienorganisation des Bistums Trier. Die Entpflichtung vom Amt des Weihbischofs erfolgte am 1. Oktober 1981.
Nach seinem Tod wurde Schmidt in der Weihbischofskapelle am Kreuzgang des Trierer Doms beigesetzt.